# Список лідерів кінопрокату України 2016
Список лідерів кінопрокату України 2016 містить анотоване перерахування лідерів бокс-офісу України для фільмів, що вперше вийшли в український кінопрокат протягом календарного року 2016 та які за всю свою прокатну історію в Україні зібрали суму у понад $1 млн. 
Список включає збори, зароблені фільмами під-час продажу квитків у кінотеатрах; прибуток від VHS/DVD/Blu-Ray/Video-on-demand, показу на ТБ тощо не враховується. Суми вказуються у доларах США і не враховують інфляцію. Якщо не вказано іншого джерела, суми касових зборів наведені за даними сайту Box Office Mojo.
| #  | Назва фільму                                   | Країна         | Збори в Україні, $ |
| -- | ---------------------------------------------- | -------------- | ------------------ |
| 1  | Секрети домашніх тварин                        | США            | 2 921 003          |
| 2  | Загін самогубців                               | США            | 2 916 352          |
| 3  | Доктор Стрендж                                 | США            | 2 431 951          |
| 4  | Фантастичні звірі і де їх шукати               | США            | 2 407 458          |
| 5  | Дедпул                                         | США            | 2 039 335          |
| 6  | Зоотрополіс                                    | США            | 1 995 155          |
| 7  | Співай                                         | США            | 1 946 336          |
| 8  | Warcraft: Початок                              | США            | 1 898 628          |
| 9  | Книга джунглів                                 | США            | 1 723 037          |
| 10 | Angry Birds у кіно                             | США, Фінляндія | 1 464 962          |
| 11 | Перший месник: Протистояння                    | США            | 1 429 130          |
| 12 | Інферно                                        | США            | 1 349 068          |
| 13 | 8 кращих побачень                              | Україна, Росія | 1 316 104          |
| 14 | Бунтар Один. Зоряні Війни. Історія             | США            | 1 296 731          |
| 15 | Бетмен проти Супермена: На зорі справедливості | США            | 1 279 073          |
| 16 | Дім дивних дітей міс Сапсан                    | США            | 1 167 622          |
| 17 | Пробудження                                    | США            | 1 153 257          |
| 18 | Панда Кунг-Фу 3                                | США, КНР       | 1 140 564          |
| 19 | Аллегіант                                      | США            | 1 116 990          |
| 20 | Боги Єгипту                                    | США            | 1 104 319          |
| 21 | Льодовиковий період: Курс на зіткнення         | США            | 1 097 597          |
| 22 | Аліса в Задзеркаллі                            | США            | 1 047 092          |
| 23 | Ілюзія обману: Другий акт                      | США            | 1 018 171          |